# Jean Bertrand (agronome)
Pour les articles homonymes, voir Bertrand et Jean Bertrand.
Jean Bertrand, né à Orbe en 1708 et décédé en 1777, est un agronome et pasteur suisse.

## Biographie
D'une famille originaire de Toulouse et installée en Suisse à cause de la révocation de l’Édit de Nantes, son père, Élie, est apothicaire et président du consistoire d'Orbe et sa mère se nomme Marie Faure (ou Favre). Il est le frère du naturaliste suisse Élie Bertrand (1712-1790). 
Nommé pasteur à Orbe, Jean Bertrand s'appliqua surtout aux études agronomiques.
Il fut trois fois couronné par la Société économique de Berne. Il est le traducteur du dictionnaire de Philip Miller (1691-1771).
La traduction en français de l'édition de 1729 de la Fable des abeilles de Bernard Mandeville, publiée à Londres en 1740, lui est attribuée,.

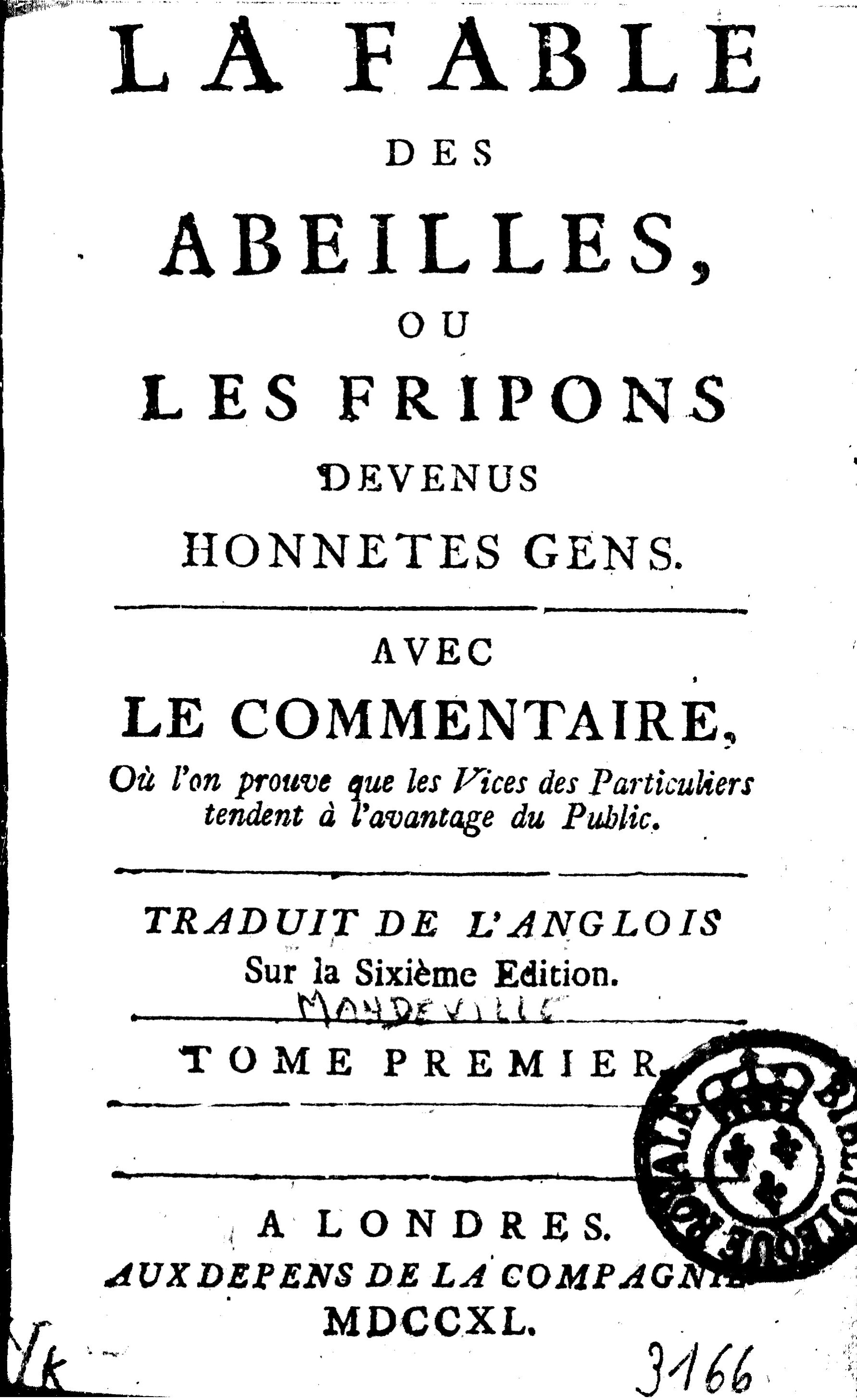
Traduction en français de 1740 de la Fable des abeilles de Bernard Mandeville, attribuée à Jean Bertrand

## Publications
- Bernard de Mandeville et Jean Bertrand (traduction), La fable des abeilles, ou Les fripons devenus honnêtes gens, Londres, aux dépens de la Compagnie, 1740 (lire en ligne)
- De l’eau relativement à l’économie rustique, ou traité de l’irrigation des prés, dédié à la société économique de Berne, Avignon, et Lyon, G. Regnault, 1764, in-8°, XVI-176 p. ; 2e éd. (augmentée de la description d’un cultivateur et d’un compas très-utiles pour la formation des rigoles), Paris, chez A.-J. Marchant, 1801 (an IX), in-8°, VIII-136 p. ; traduit en allemand, Nuremberg, 1765 ; par ailleurs auteur d’un mémoire sur le même sujet, inséré dans les Mémoires de la Société économique de Berne, 1761, t. II, 3e partie, p. 483-535
- Essais sur l’esprit de la législation favorable à l’agriculture, à la population, au commerce, aux arts et aux métiers [pièces couronnées par la Société économique de Berne], Berne, Société typographique, 1766, in-8°, VI-379 p. ; nouvelle édition, Paris, Dessaint, 1776, 2 tomes en 1 vol. in-8° ; traduit en anglais en 1772 (Essays on the spirit of legislation, in the encouragement of agriculture, population, manufactures, and commerce…, Londres, W. Nicoll, 1772, in-8°, XI-479 p.) ; inséré dans les Mémoires de la Société économique de Berne, 1765, tome VI, 2e partie, p. 45-139
- Traité du plantage et de la culture des principales plantes potagères, recueilli du dictionnaire anglois de Mr Ph. Miller, Par les soins de la Société économique de Berne. Traduit de l'allemand et augmenté par un membre de la dite Société (par Jean Bertrand). Yverdon, 1768 ; compilation du dictionnaire de Miller, traduite et augmentée de notes inédites par Jean Bertrand  (après quelques considérations générales sur la culture potagère, le fumier et les couches, on trouve ici des instructions sur les artichauts, les cardes ou côtes de cardon, concombres, melons, asperges, cèleris, salsifis cultivé, chicorées, choux, épinards, laitues, bettes, pois, oignons, haricots, navets, carottes, raifort, radis et raves).
- Elémens d’agriculture, fondés sur les faits et les raisonnements, à l’usage du peuple de la campagne [qui ont remporté le prix de la Société économique de Berne en 1774], Berne, Société typographique, 1775, in-8°, 168 p. ; Paris, 1777, in-8° ; traduit en allemand en 1785 ; inséré dans les Mémoires de la Société économique de Berne, 1773, tome XII, 1re partie